# 팸 본디
패멀라 조 본디(영어: Pamela Jo Bondi, 1965년 11월 17일~)는 미국의 변호사, 로비스트, 공화당 정치인이다. 2011년부터 2019년까지 플로리다 주 첫 여성 법무장관을 지냈다.
2020년 첫 탄핵 재판에서 변호를 맡은 변호사 중 한 명으로, 도널드 트럼프의 오랜 측근으로 간주된다. 2024년에는 트럼프 대통령과 뜻을 같이하는 '미국우선주의정책연구소'(AFPI)의 법률 부서를 이끌었다. 2025년부터는 [도널드 트럼프 2기 행정부]]에서 미국 법무장관으로 재임 중이다.

## 생애
본디는 플로리다주 템플테라스 출생이다. 부친 조셉 본디는 시의원이었고, 그 후 템플 테라스의 시장을 맡기도 하였다. 그녀는 플로리다주 탬파 소재의 C. 레온 킹 고등학교를 졸업하였다. 1987년 플로리다 대학교에서 형사사법학을 전공하여 예술학사 학위를, 1990년 Stetson 대학교 법학대학에서 법학박사 학위를 받았다. 본디는 1991년 6월 24일 플로리다 변호사 자격을 취득하였다.
강경 보수 성향의 트럼프 충성파로 꼽힌다.
본래 맷 게이츠가 제2차 내각의 법무장관 후보로 지명되었으나, 중도 사퇴하였다. 이에 도널드 트럼프 대통령 당선인은 본디를 새롭게 법무장관 후보로 지명하였다.
"너무 오랫동안 당파적인 법무부는 나와 다른 공화당원을 상대로 무기를 휘둘렀습니다. 더 이상은 아닙니다. 팸은 법무부 본연의 목적에 다시 집중할 것입니다. 그녀는 미국 우선주의의 전사입니다."— 트럼프의 지명 성명 (2024년 11월 21일)

## 같이 보기
- 2019년 도널드 트럼프 대통령 탄핵 조사
- 제2차 도널드 트럼프 내각

## 역대 선거 결과
| 선거명      | 직책명            | 대수 | 정당   | 득표율 | 득표수      | 결과 | 당락                     |
| ----------- | ----------------- | ---- | ------ | ------ | ----------- | ---- | ------------------------ |
| 2010년 선거 | 플로리다 법무장관 | 37대 | 공화당 | 54.77% | 2,882,868표 | 1위  | 플로리다주 법무장관 당선 |
| 2014년 선거 | 플로리다 법무장관 | 37대 | 공화당 | 55.09% | 3,222,524표 | 1위  | 플로리다주 법무장관 당선 |